# Rede Ferroviária de Alta Velocidade
Rede Ferroviária de Alta Velocidade (RAVE, Red Ferroviaria de Alta Velocidad) es una empresa portuguesa que tiene como misión el desarrollo y la coordinación de los trabajos y estudios necesarios para la implantación en Portugal de una red ferroviaria de alta velocidad y su conexión con la red española de la misma naturaleza. 
La empresa fue constituida en el 2000, bajo el Decreto-Ley 323-H/2000, publicado en la Gaceta Oficial N° 291 (1ª Serie Suplemento), el 19 de diciembre.
La capital social es de 2,5 millones de €, participado en un 60 % por el Estado portugués y el 40 % por REFER.
RAVE es actualmente dirigida por Luís Filipe Pardal, que posee también el cargo de presidente de REFER.
- Datos: Q634443